# آنتونیوس شدیاق
آنتونیوس بن ابی‌الخطار، شَدیاق عین‌طورینی (۱۷۵۷–۱۲ اکتبر ۱۸۲۱م) کشیش و تاریخ‌نگار لبنانی در سدهٔ هجدهم میلادی و اوایل نوزدهم بود. تاریخ کوتاه لبنان (مختصر تاریخ لبنان) اثر برجستهٔ اوست که در سال ۱۸۱۹م / ۱۲۳۴ق نگاشت؛ در سال ۱۹۵۳ کشیش آگناتیوس خوری آن را بازبینی و بازچاپ کرد.

## زندگی
آنتونیوس بن ابی‌الخطار در ۱۷۵۷م در عین طورین، طرابلس، لبنان زاده شد. او به‌طور میراثی حاکم فئودالی روستای عین‌طورین و پیرامون آن بوده است و خانواده‌ای او از ملوک‌الطوایف آنجا بوده‌اند. جدِّ اعلایش عبدالنور، از لبنان به دمشق کوچید، اما به موطن اصلی خود بازگشتند.